# ديتر كرامر
ديتر كرامر (بالألمانية: Dieter Kramer)‏ (12 أبريل 1959 - ) هو لاعب كرة قدم ألماني في مركز الوسط. لعب مع نادي بوخوم ونادي هامبورغ ونادي بروسيا مونستر وVfL Bochum II ‏.

## وصلات خارجية
- ديتر كرامر على موقع قاعدة بيانات كرة القدم.إي يو (الإنجليزية)
- ديتر كرامر على موقع بيانات كرة القدم. دي إي (الألمانية)